# Soso Lorho
Pour les articles homonymes, voir Lorho.
Soso Lorho (né en 1939 dans le village de Tunggam Afii, district de Senapati) est un homme politique indien. Il fut plusieurs fois ministre de l'État de Manipur et premier ministre (Acting Chief Minister) de ce même État .

## Biographie
En 1978, il est le candidat du Congrès national indien dans la circonscription électorale de Outer Manipur Lok Sabha,,. Il termine en seconde position avec 49 039 suffrages en sa faveur. Il est élu à l'assemblée législative du Manipur en 1980 sous l'étiquette du Congrès national indien. À la suite, il devient ministre de la santé (Minister for Health, Power, Cooperation, PHED and Statistics). Il est de nouveau élu en 1985 et il devient ministre de l'agriculture (Minister of Agriculture, PWD and Tribal Development). Il est de nouveau élu en 1990 .
En 2014 il est président pour le Manipur du parti politique Naga People's Front (en). Il est désigné par ce parti comme candidat aux élections législatives indiennes de 2014 dans la circonscription d'Outer Manipur,.